# Лоди (округ)
Округ Лоди (итал. Provincia di Lodi) је округ у оквиру покрајине Ломбардије у северној Италији. Седиште округа покрајине и највеће градско насеље је истоимени град Лоди.
Површина округа је 782 км², а број становника 223.630 (2008. године).

## Природне одлике
Округ Лоди се налази у северном делу државе, без излаза на море. Положај округа је у Падској низији, тј. округ је у потпуности равничарски. Реке у округу су истовремено и његове границе. Јужна граница округа је река По, а источна река Ада.

## Становништво
По последњим проценама из 2008. године у округу Лоди живи више више од 220.000 становника. Густина насељености је велика, око 280 ст/км². Посебно је густо насељен део западно од града Лодија, на јужном ободу градског подручја Милана.
Поред претежног италијанског становништва у округу живе и велики број досељеника из свих делова света.

## Општине и насеља
У округу Лоди постоји 61 општина (итал. Comuni).
Најважније градско насеље и седиште округа је град Лоди (43.000 становника), који са предграђима има знатно више становништва.